# Carlos Sáenz Herrera
Carlos Sáenz Herrera (Bruselas, Bélgica, 1 de septiembre de 1910 - San José, Costa Rica, 7 de noviembre de 1980) fue un médico costarricense iniciador de la pediatría en Costa Rica.

## Biografía
Nació en Bruselas, Bélgica, 1 de septiembre de 1910. Sus padres fueron José Carlos Sáenz Esquivel y Úrsula Celina Herrera y Paut. Casó en primeras nupcias en Cartago, el 4 de diciembre de 1937 con María Virginia Pacheco Gutiérrez, hija de José Joaquín Pacheco Cooper y Carlota Gutiérrez Urtecho, y en segundas en San José, el 1° de septiembre de 1958 con Ángela Carbonell Massenet, hija de Francisco de Asís Carbonell i Reverter y Juana Bautista Massenet Pozo. 
Cursó estudios primarios en la Escuela Juan Rafael Mora y secundarios el Liceo de Costa Rica en San José donde obtuvo el bachillerato. Al concluir sus estudios secundarios viajó a Bélgica (1928), donde se graduó de doctor en Medicina en la Universidad Libre de Bruselas (1934). Posteriormente se especializó en pediatría en la Universidad de Estrasburgo, y regresó a Costa Rica en 1935.

## Actividad profesional
Fue el iniciador de la pediatría en Costa Rica. Durante muchos años fue jefe de la Sección de Pediatría del Hospital San Juan de Dios, y a sus esfuerzos se debió la fundación del Hospital Nacional de Niños, inaugurado en 1964, que hoy lleva su nombre.

## Cargos públicos
Fue ministro de Salud de 1949 a 1951 y vicepresidente de la República de 1962 a 1966. Ejerció interinamente la presidencia en 1963 y 1965, en sustitución del presidente Francisco Orlich Bolmarcich. También fue presidente de la Caja Costarricense de Seguro Social, profesor y decano de la Facultad de Medicina de la Universidad de Costa Rica y presidente del Colegio de Médicos y Cirujanos.
El Gobierno de Bélgica lo condecoró en 1963 con la Orden de la Corona.

## Actividades privadas
Fue un importante criador de ganado de leche en sus fincas Los Jaúles, Bretaña y El Retiro, y obtuvo importantes premios en exposiciones ganaderas nacionales e internacionales.
Aún a día de hoy su nombre es querido y respetado por quienes lo conocieron, por una bien merecida reputación de generosidad y entrega a sus pacientes, un impresionante amor por la niñez costarricense y una reconocida pasión por la medicina pediátrica y la investigación. 

## Fallecimiento
Falleció en San José, Costa Rica, el 7 de noviembre de 1980 a los 70 años de edad. La Asamblea Legislativa de Costa Rica lo declaró benemérito de la Patria en 1980.
Su hijo Alberto Sáenz Pacheco es también un eminente médico y ha ocupado el puesto de presidente de la Caja Costarricense de Seguro Social.